# Право бърдо
Пра̀во бъ̀рдо е село в Югозападна България. То се намира в община Петрич, област Благоевград.

## География
Село Право бърдо се намира в планински район. Селото е разположено в южните склонове на планината Огражден, югозападно от село Долна Рибница. Климатът е преходносредиземноморски, с летен минимум и зимен максимум на валежите.

## История
Селото се споменава в османски данъчен регистър от 1570 година. Според него в селото живее 1 мюсюлманско и 30 християнски домакинства.
През XIX век Право бърдо е малко чисто българско село, числящо се към Петричка кааза на Серски санджак. В „Етнография на вилаетите Адрианопол, Монастир и Салоника“, издадена в Константинопол в 1878 година и отразяваща статистиката на населението от 1873 година, Прабо бридо (Prabo brido) е посочено като село с 15 домакинства с 40 жители българи.
Според известната статистиката на Васил Кънчов („Македония. Етнография и статистика“) от 1900 година селото е населявано от 108 жители, всички българи-християни. Съгласно статистиката на секретаря на Българската екзархия Димитър Мишев („La Macédoine et sa Population Chrétienne“) в 1905 година населението на селището се състои от 120 българи екзархисти.
При избухването на Балканската война през 1912 година петима души от селото са доброволци в Македоно-одринското опълчение.

## Население

### Етнически състав
Преброяване на населението през 2011 г.
Численост и дял на етническите групи според преброяването на населението през 2011 г.:
|                     | Численост |
| Общо                | 60        |
| Българи             | 60        |
| Турци               | -         |
| Цигани              | -         |
| Други               | -         |
| Не се самоопределят | -         |
| Неотговорили        | -         |